# جام ملت‌های اروپای زنان ۲۰۲۲
جام ملت‌های اروپای زنان ۲۰۲۲ (انگلیسی: UEFA Women's Euro 2022) که معمولاً به عنوان یورو ۲۰۲۲ شناخته می‌شود، سیزدهمین دوره مسابقات جام ملت‌های اروپای زنان بود که با مدیریت و نظارت یوفا و شرکت تیم‌های ملی فوتبال زنان اروپا در انگلستان برگزار شد.
این دومین دوره از این مسابقات پس از افزایش تعداد تیم‌ها به ۱۶ تیم بود. این مسابقات که انگلستان میزبان آن بود، ابتدا قرار بود از ۷ ژوییه تا ۱ اوت سال ۲۰۲۱ برگزار شود. ولی با توجه به دنیا گیری کووید-۱۹ در اروپا، برگزاری این مسابقات به تعویق افتاد و در تاریخ‌های ۶ تا ۳۱ ژوییه ۲۰۲۲ برگزار شد.

تیم مدافع قهرمانی هلند که قهرمانی جام یوفا ۲۰۱۷ را به عنوان میزبان کسب کرده بود، در مرحله یک چهارم نهایی به دست فرانسه حذف شد. تیم انگلستان با شکست دادن تیم آلمان با نتیجه ۲ بر ۱ در فینال، قهرمان این دوره از مسابقات شد.